# 将門塚
将門塚（しょうもんづか、まさかどづか）は、東京都千代田区大手町にある、平将門の首を供養するとされる塚（首塚）である。東京都指定の旧跡となっている。かつては盛り土があったことから、古墳であったと考えられている。

## 概要
平将門は平安時代中期、関東で反乱を起こして敗死した（承平天慶の乱）。将門塚がある地はかつて武蔵国豊嶋郡芝崎村と呼ばれ、住民は長らく将門の怨霊に苦しめられてきたという。諸国を遊行回国中であった遊行二祖他阿真教が徳治2年（1307年）、将門に「蓮阿弥陀仏」の法名を贈って首塚の上に自らが揮毫した板碑を建立し、かたわらの天台宗寺院日輪寺を時宗（じしゅう）芝崎道場に改宗したという。日輪寺は、将門の「体」が訛って「神田」になったという神田明神（神田神社）の別当として将門信仰を伝えてきた。その後江戸時代になって日輪寺は浅草に移転させられるが、今なお神田明神とともに首塚を護持している。時宗における怨霊済度の好例である。
付近一帯は江戸時代には姫路藩雅楽頭酒井家江戸上屋敷の敷地となり、山本周五郎の歴史小説『樅ノ木は残った』で知られる仙台藩原田宗輔による刃傷沙汰が発生している（伊達騒動）。
関東大震災による被災後、周辺跡地に大蔵省仮庁舎が建てられることとなり（後述）、石室など首塚の大規模な発掘調査が行われた。1927年（昭和2年）に将門鎮魂碑が建立され、神田神社宮司が祭主となって盛大な将門鎮魂祭が執り行われる。この将門鎮魂碑には日輪寺にある他阿真教上人の直筆の石版から「南無阿弥陀仏」が拓本された。
数十年にわたり、地元のボランティア団体が浄財を元に、周辺の清掃・整備を行っているが、その資金の預金先として、隣接する三菱UFJ銀行に「平将門」名義で口座が開かれていた。
2016年（平成28年）から2020年（令和2年）にかけて隣接地で都市再開発事業「大手町ワン」の建築が行われた。この工事終了に合わせて2020年（令和2年）、将門没後1081年にあたって1961年昭和36年）の第1次整備工事以来、数えて第6次の改修工事が実施された。関係各所の総意として、「敷地内の安全性と管理性の向上を目指すと共に、これからの時代にふさわしい新しい将門塚として皆様に愛されることを目指し」て実施。2020年（令和2年）11月から2021年（令和3年）4月末まで工事が行われた。

### 供物
第6次改修整備以降、一般参詣者の敷地内に供物、物品の寄進、お線香台の利用は禁止となっており、注意が必要である。平将門命への奉納希望者は、将門塚を管理している外神田の神田神社社務所にて受け付けている。賽銭に限り以前と同様に将門塚敷地内、九曜の家紋が彫られた賽銭箱にて受け付けている。
上記の改修工事以前、境内には蛙（カエル）の置物が多数奉納されていた。これは将門の首が平安京から飛んで帰ったという伝承にちなみ、必ず「帰る（カエル）」にひっかけ、左遷に遭った会社員が元の会社に無事に戻ってこられるように、あるいは誘拐されたり行方不明になったりした子供が無事帰ってこられるように、といった願いをかけて供えられていた。特に1986年（昭和61年）の若王子事件以来、目立つようになったとされる。

## 祟りの伝説
築土神社や神田神社同様に、古くから江戸の地における霊地として、尊崇と畏怖とが入り混じった崇敬を受け続けてきた。この地に対して不敬な行為に及べば祟りがあるという伝承が生まれた。
1923年（大正12年）に発生した関東大震災後の復興計画において大蔵省の仮庁舎を建てようとした際、工事関係者や省職員、さらには当時の第1次若槻内閣で大蔵大臣だった早速整爾の相次ぐ不審死が起こったことで、将門の祟りが省内で噂されることとなり、省内の動揺を抑えるため仮庁舎を取り壊して鎮魂碑を立てた。1928年（昭和3年）3月には大蔵省が主催して鎮魂祭を行っている。しかし、早速が大蔵大臣に就任、それから程なくして亡くなったのは仮庁舎建設の3年後の1926年（大正15年）であり、仮庁舎建設には関わっていない。また、工事部長だった矢橋賢吉が死亡したのは建設から4年後の1927年（昭和2年）である。さらに、大蔵省庁舎が落雷による火災で焼失したのは、17年後の1940年（昭和15年）の事であり、東京府ではこの日では20ヶ所で落雷していて、航空局に落雷して発生した火災が延焼したものであった。
第二次世界大戦における東京大空襲と日本の降伏後に戦災復興都市計画として、連合国軍占領下の日本を実質的に統治したGHQは、丸の内・大手町周辺の区画整理にとって障害となるこの地を撤去・造成しようとした。この時、不審な事故が相次いだため、計画を取り止めた。GHQの主体であるアメリカ軍のブルドーザーが作業中に横転し、運転手が投げ出されて死亡。それまでも事故があり日本人の労務者に怪我人が出ていたので付近を調査したところ、転覆したブルドーザーの前に半分埋まっている墓のようなものが見つかり大騒ぎとなった。当時町内会長であった遠藤政蔵により、将門の首塚の碑であることが判明し、GHQ当局に陳情を重ねた結果、塚の取り壊しが中止された。
それらの結果、大手町周辺が高層ビルが林立するオフィス街へと発展する過程においても、首塚は取り壊しや移転を免れて残ることとなり、現在でも毎日、香華の絶えない程の崇敬ぶりを示しており、近隣の企業が参加した「史蹟将門塚保存会」が設立され、維持管理を行っている。
2023年に賽銭泥棒の男が逮捕された事件があり、近隣ビルの監視カメラで気づいた警備員が通報した。逮捕された容疑者は「罰（ばち）が当たったんだと思う」と述懐している。

## 交通アクセス
東京メトロ・都営地下鉄大手町駅C6a出入口からすぐ。

## 画像

九曜（平将門家紋）
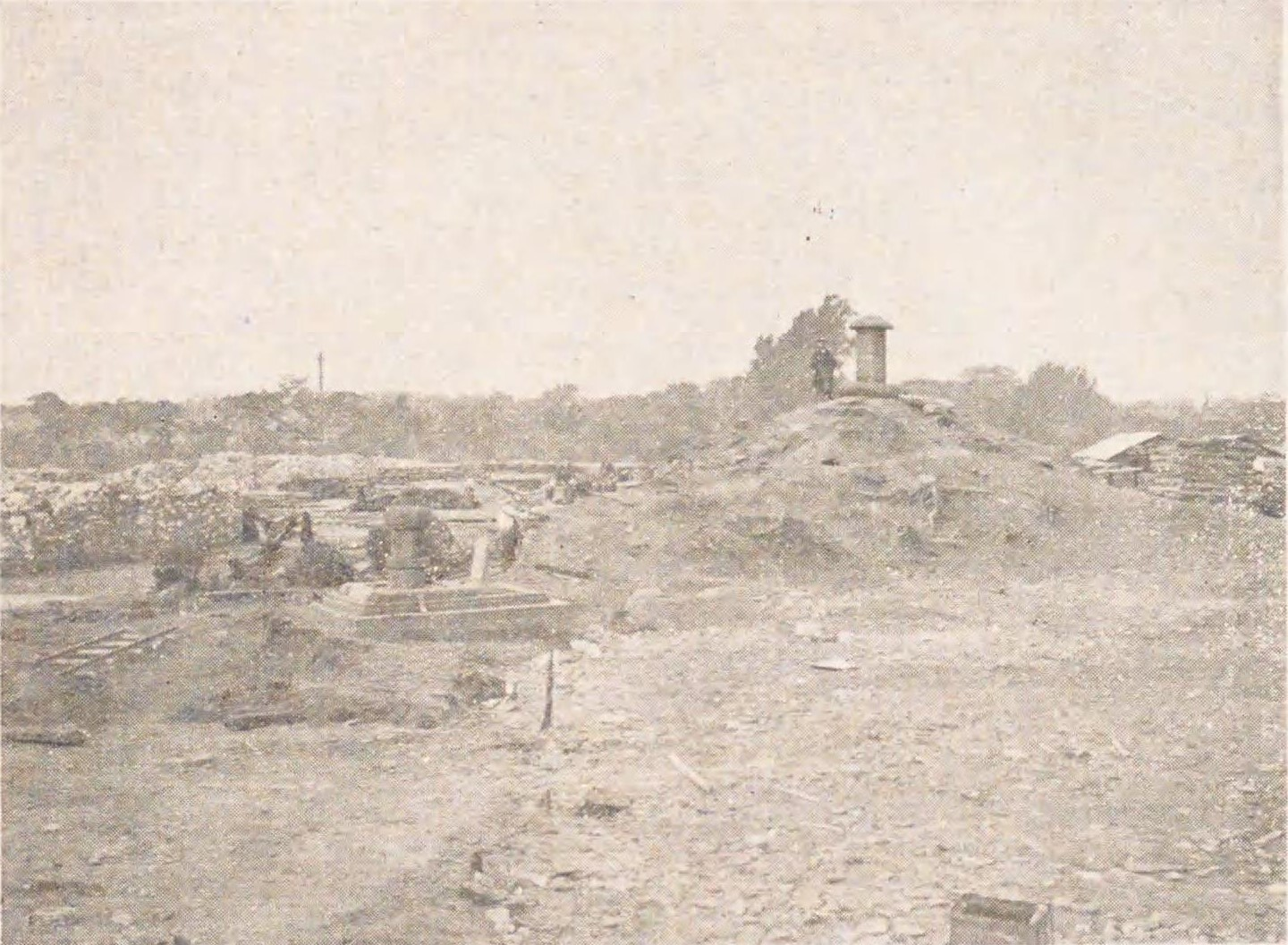
関東大震災直後の首塚（往来から見たところ[14]）
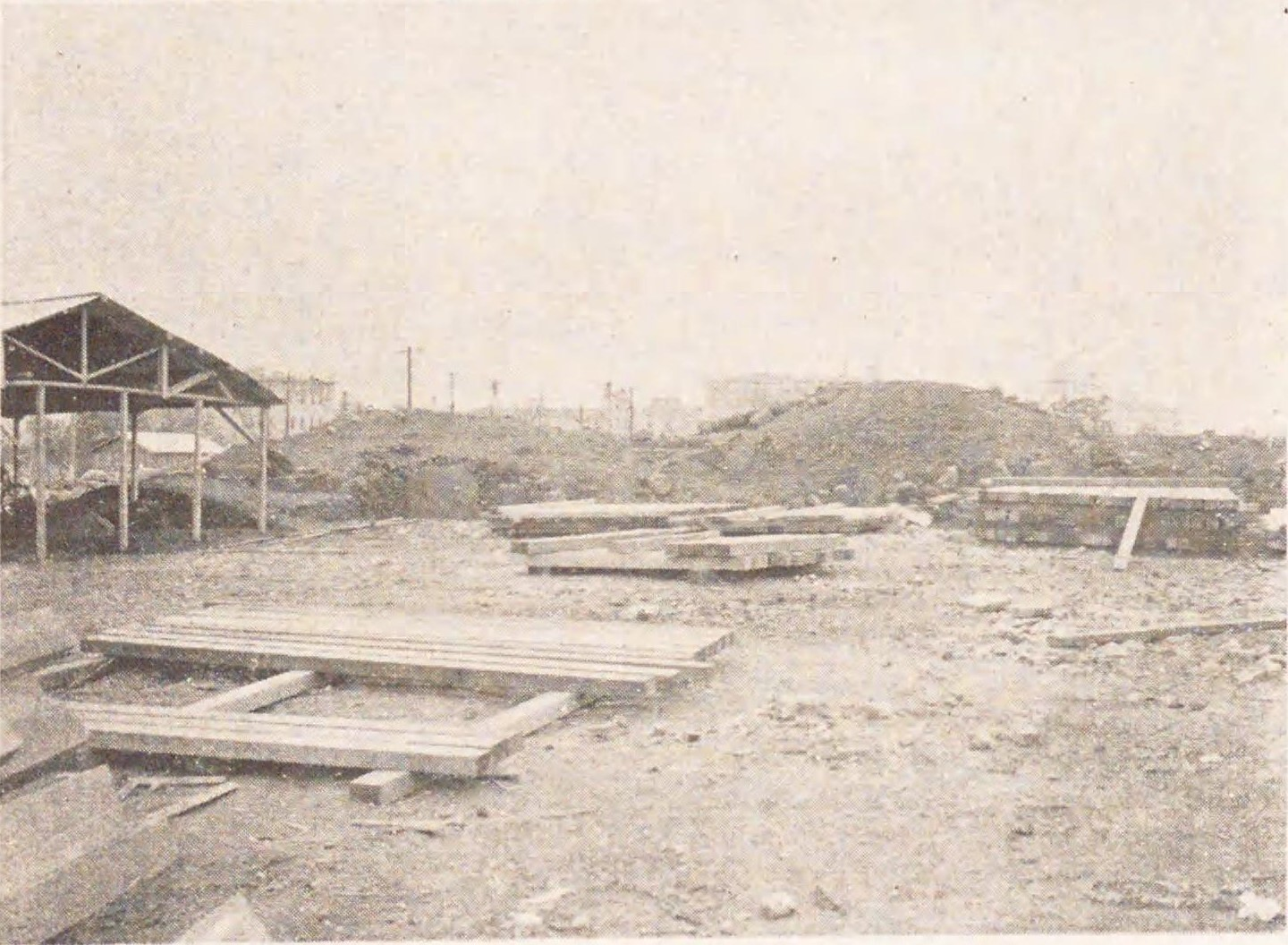
関東大震災直後の首塚（裏側から見たところ[14]）
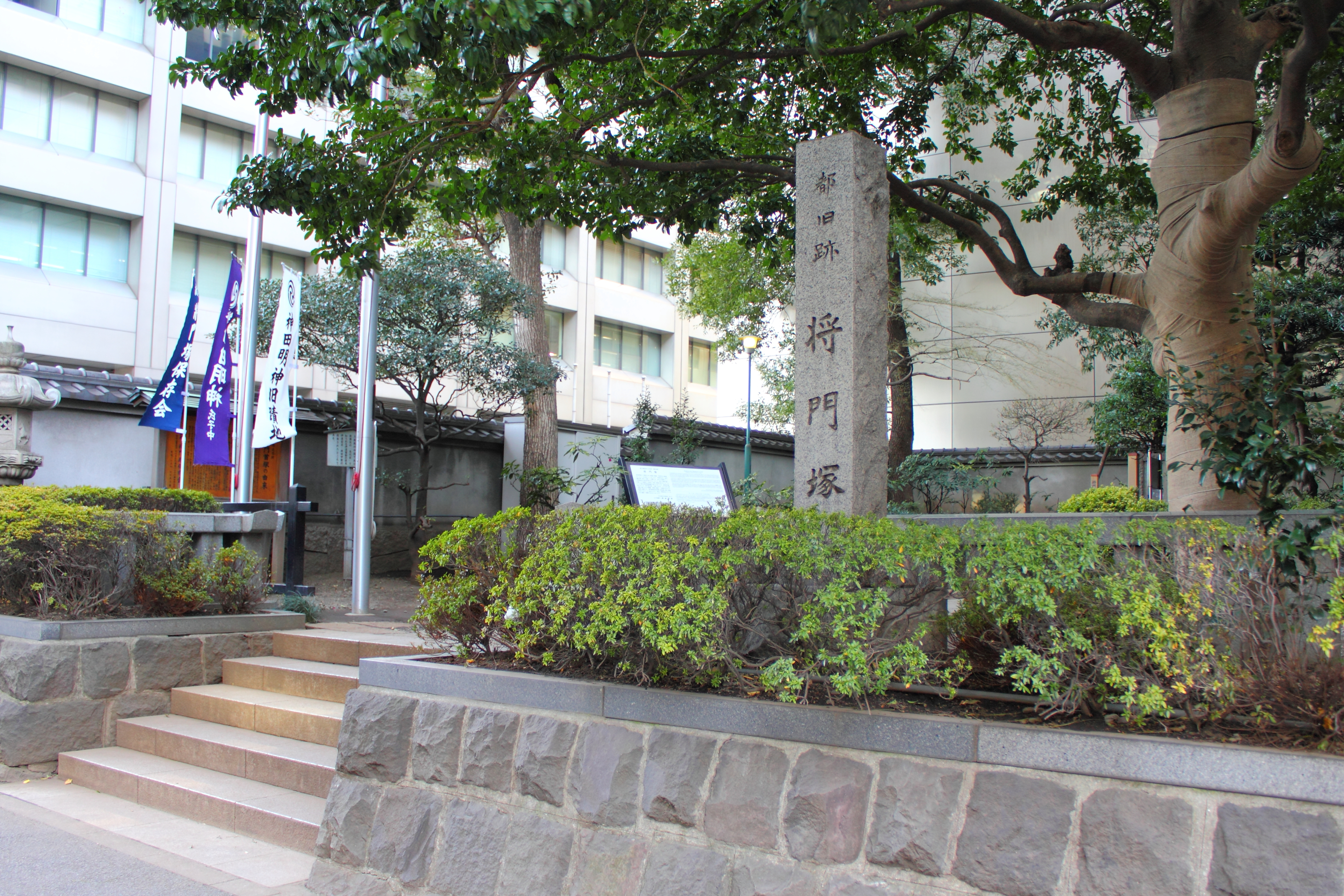
将門塚前（平成時代）
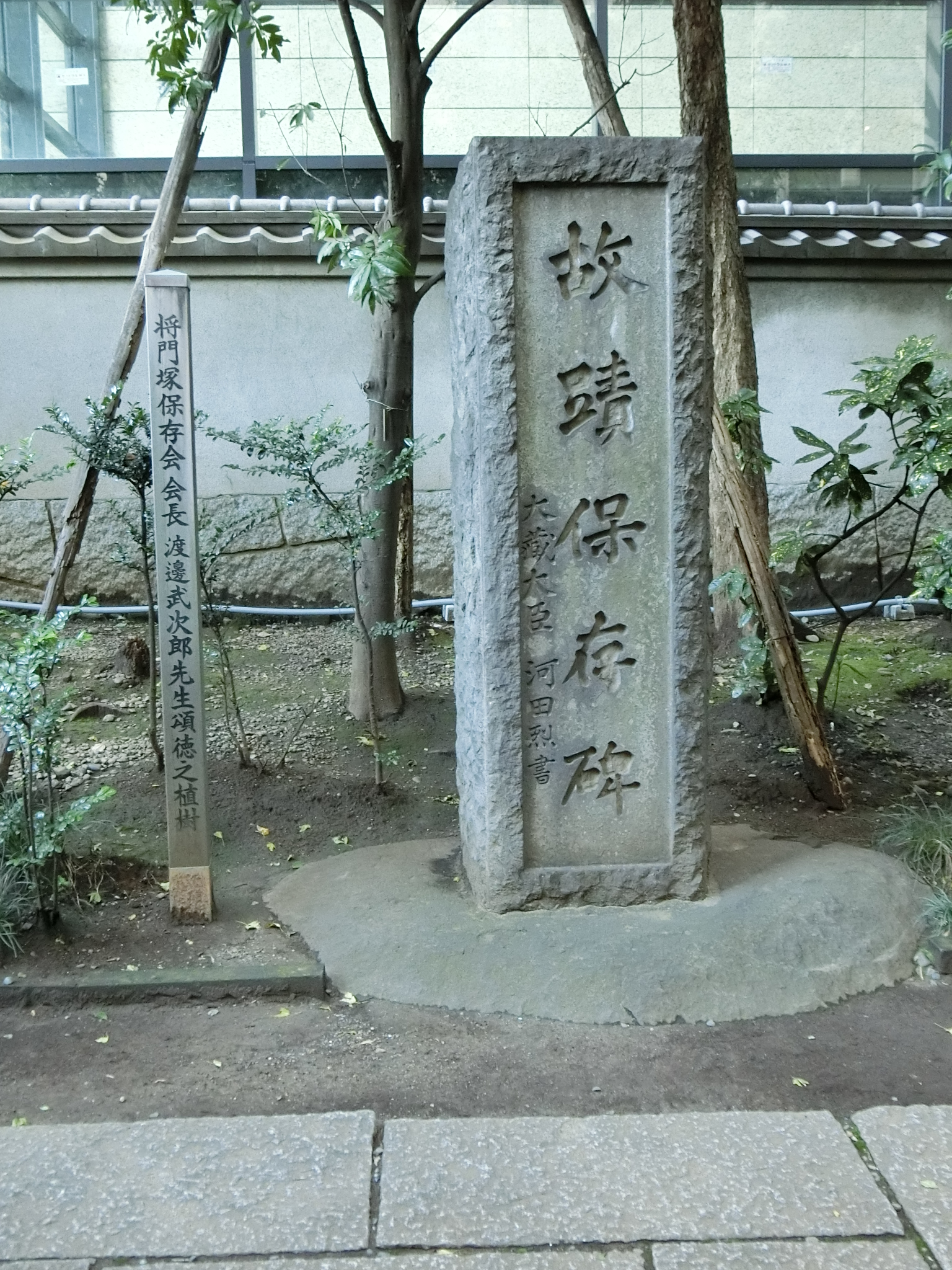
将門塚の故蹟保存碑（2019年12月）
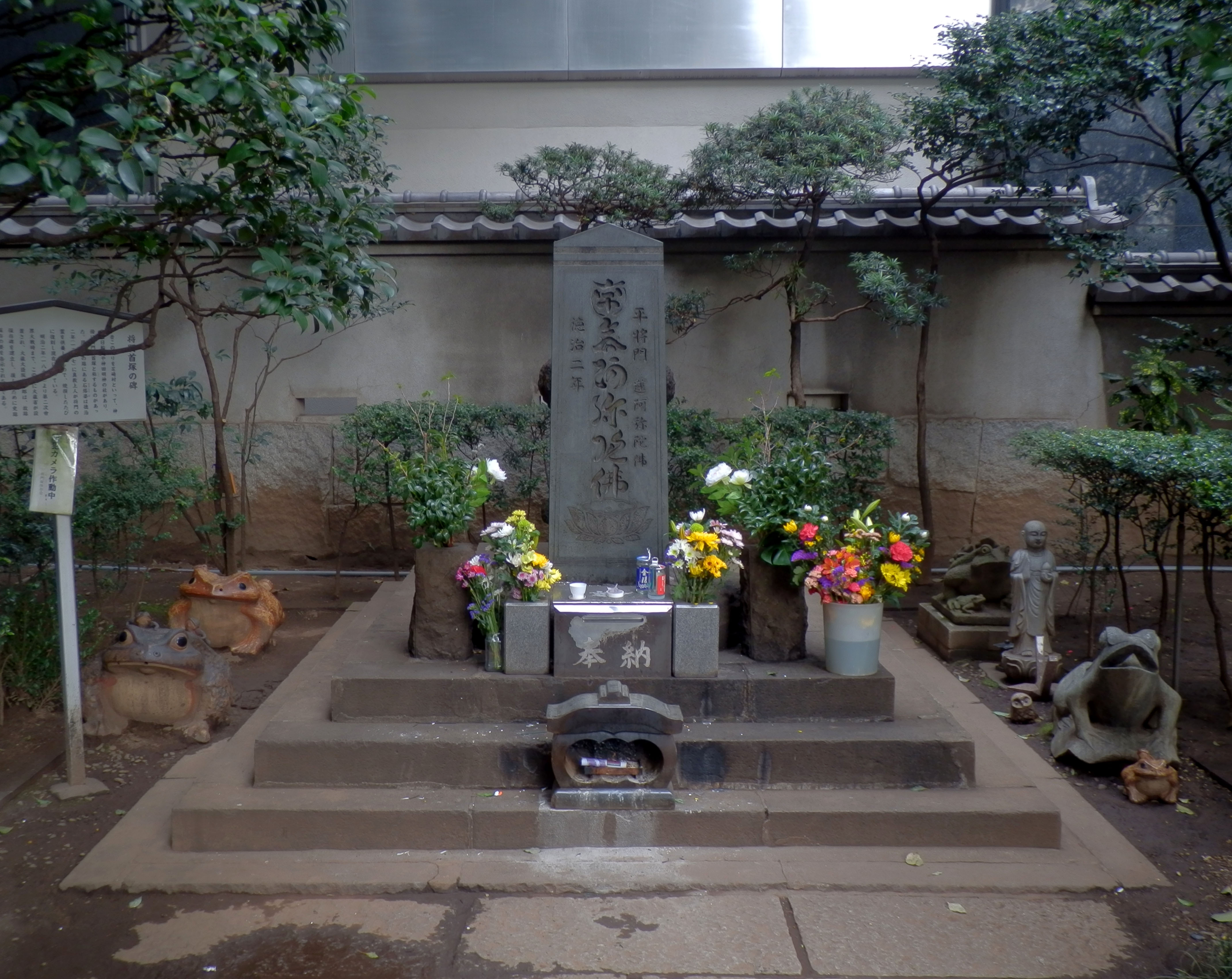
首塚の碑（2012年3月22日）
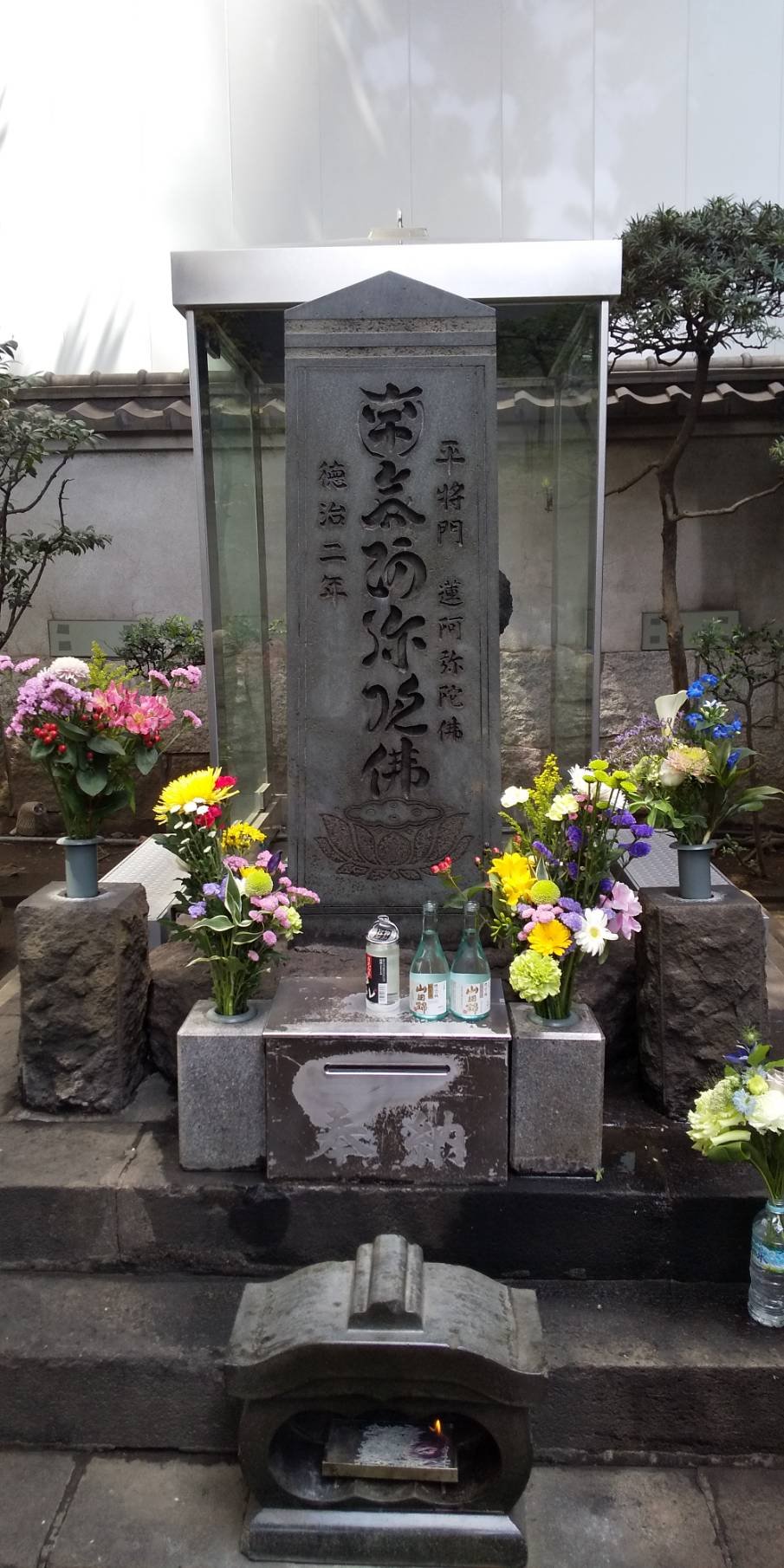
周辺工事のため背後の五輪塔は強化ガラス製の防護ケースに覆われている（2019年5月4日）
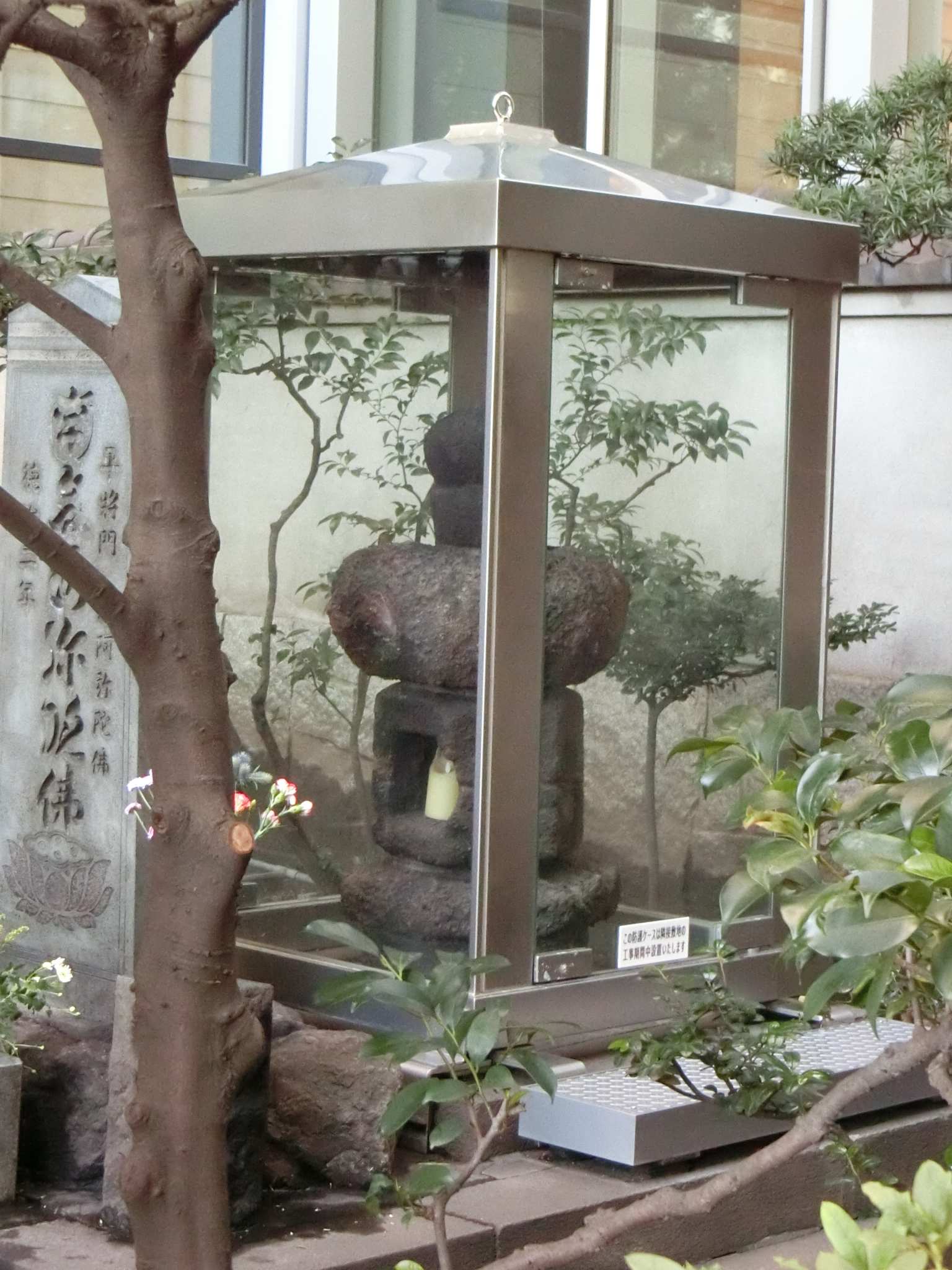
強化ガラス製の防護ケースに覆われた五輪塔（2019年12月）
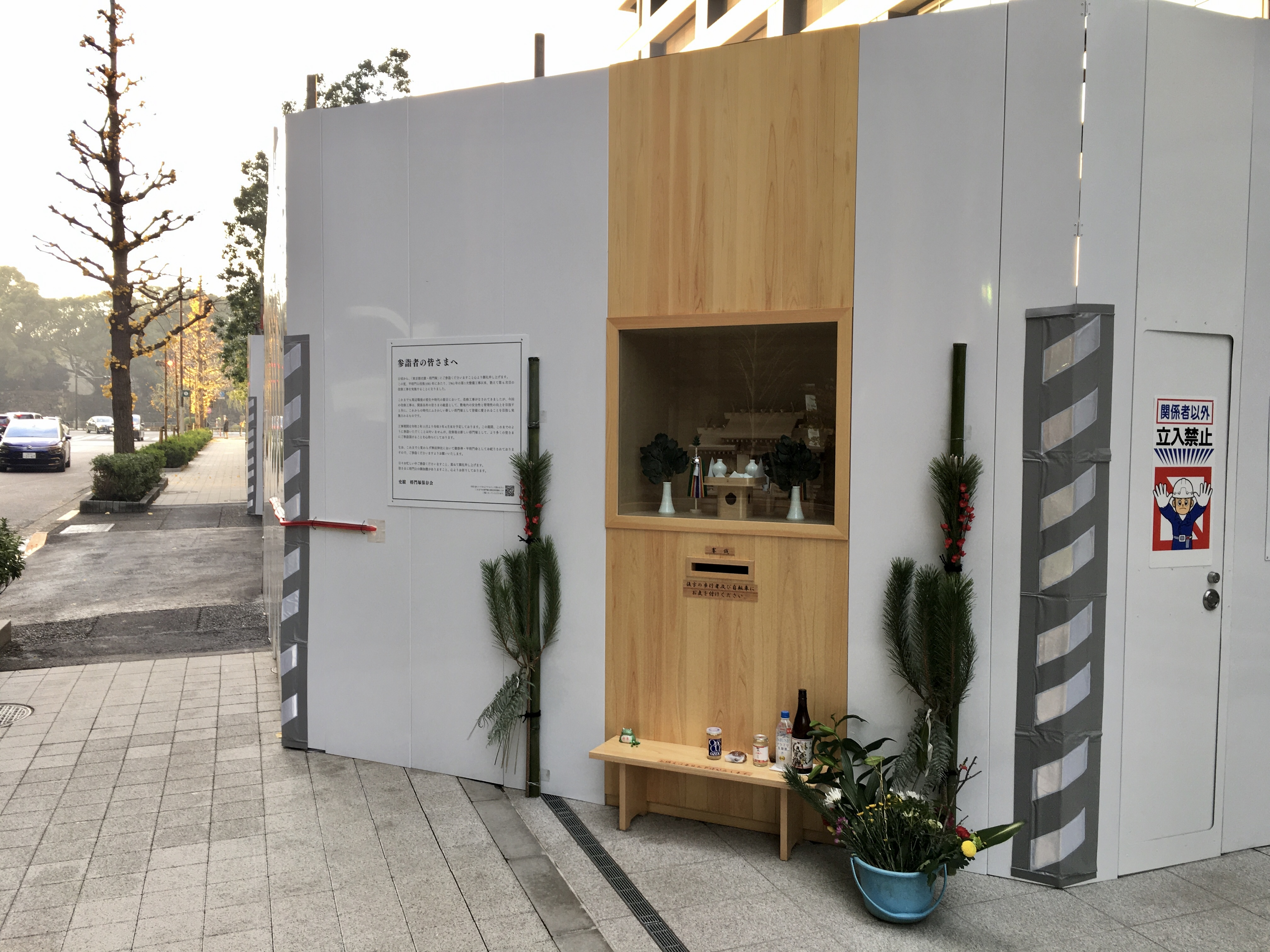
工事中に仮設された祠（2020年12月30日）
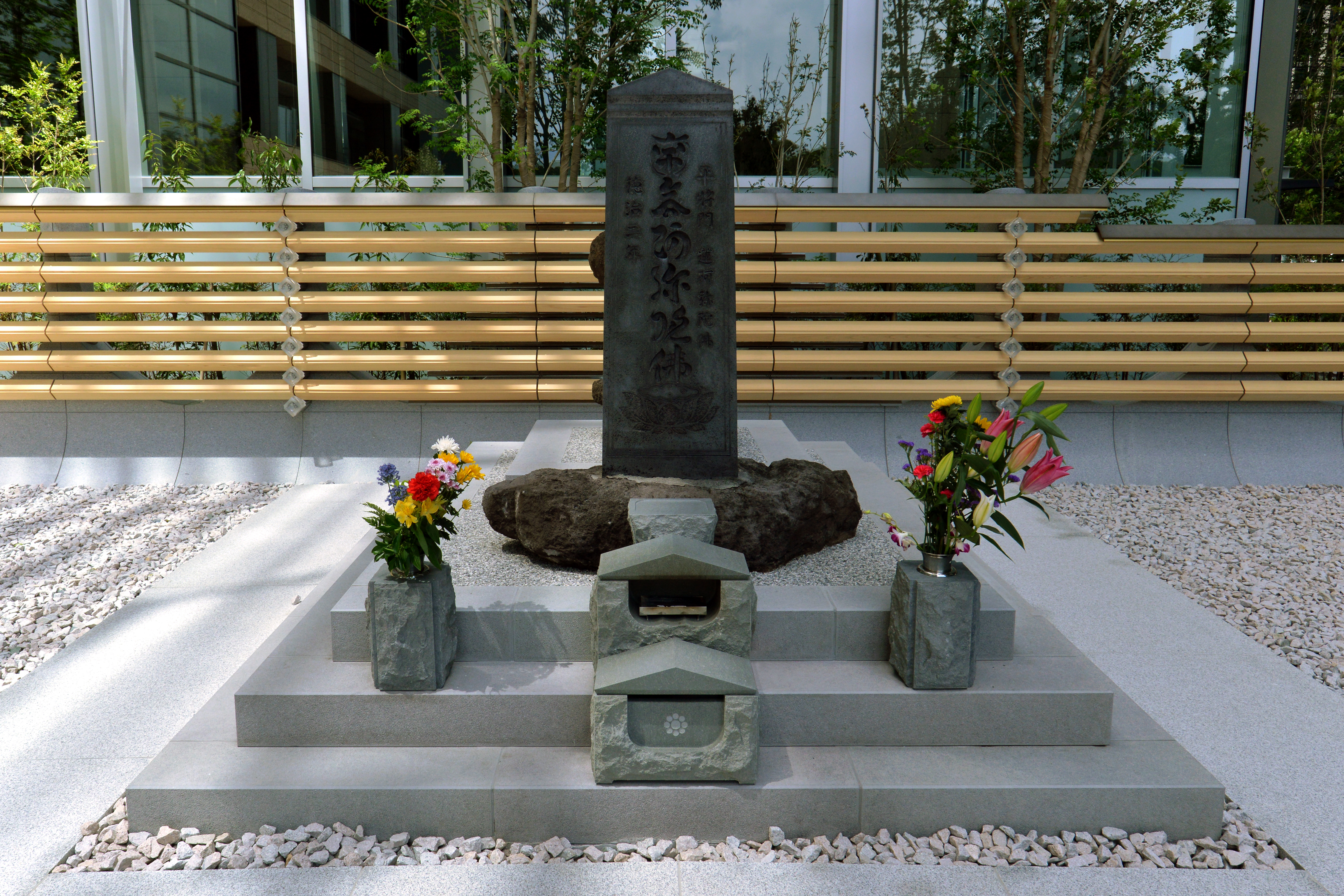
改築後の首塚（2021年5月3日）